# Kunibert Schäfer
Kunibert Schäfer (* 1957 in Saarlouis) ist ein deutscher Organist, Kirchenmusiker, Dirigent und Hochschullehrer.

## Biographie
Kunibert Schäfer studierte an der Fachakademie für katholische Kirchenmusik und Musikerziehung Regensburg Diplom Kirchenmusik, Klavier und Gesang. Ein anschließendes Studium von Kirchenmusik A und Orgel folgte an der Hochschule für Musik und Tanz München. Nach seinem Abschluss studierte er zusätzlich zwei Semester in der Orgelmeisterklasse von Harald Feller.
Von 1990 bis 2004 war er als Orgeldozent, ab 1994 als Dozent für Chorleitung und Dirigieren an der Fachakademie für katholische Kirchenmusik in Regensburg tätig. 2003 wurde er auf die neue Professur für Dirigieren und Chorleitung an der Hochschule für katholische Kirchenmusik Regensburg berufen. Seine Interessensschwerpunkte gelten der Neuen Musik, die er im Raum Regensburg durch zahlreiche Konzerte fördert. Darüber hinaus ist er künstlerischer Leiter in der Konzertreihe für Neue Musik erstmalneues. Neben seinen dirigentischen Tätigkeiten ist er seit 1994 als Orgelsachverständiger der Diözese Regensburg tätig.